# Simon Evenett

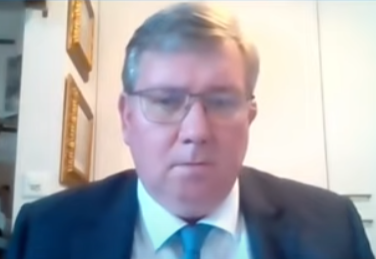

Simon J. Evenett (* 26. Juli 1969) ist ein britischer Professor für internationalen Handel und wirtschaftliche Entwicklung.

## Leben
Evenett ist britischer Staatsbürger. Er studierte 1987 bis 1990 Volkswirtschaftslehre an der Universität Cambridge und promovierte 1995 an der Yale University. Später war er zweimal bei der Weltbank tätig, Senior Fellow im volkswirtschaftlichen Programm der Brookings Institution in Washington, DC und lehrte als Professor unter anderem an der Oxford University. Derzeit ist Evenett an der Universität St. Gallen tätig und dort Direktor des Schweizerischen Instituts für Aussenwirtschaft und Angewandte Wirtschaftsforschung.

## Publikationen
- Simon J. Evenett, Valerie Y. Suslow: Prerequisites for Private Restraints on Market Access and International Cartels. In: Journal of International Economic Law. Dezember 2000.
- Shahid Yusuf, Weiping Wu, Simon J. Evenett (Hrsg.): Local Dynamics in a Globalising World. Oxford University Press, New York November 2000.
- Simon J. Evenett, Alexander Lehmann, Benn Steil (Hrsg.): Antitrust Goes Global: What Potential for Transatlantic Cooperation? The Brookings Institution Press, 2000.
- Simon J. Evenett, Margaret C. Levenstein, Valerie Y. Suslow: International Cartel Enforcement: Lessons from the 1990s. In: The World Economy. September 2001.
- Shahid Yusuf, Simon J. Evenett, Weiping Wu (Hrsg.): Facets of Globalisation: International and Local Dimensions of Development. The World Bank, 2001.
- Simon J. Evenett, Wolfgang Keller: On Theories Explaining the Success of the Gravity Equation. In: Journal of Political Economy. April 2002.
- Simon J. Evenett: The Trade Impact of Economic Sanctions Against South African Exports. In: Scottish Journal of Political Economy. November 2002.
- Simon J. Evenett, Shahid Yusuf: Can East Asia Compete? Innovation and IT for Global Markets. Oxford University Press and The World Bank, Oktober 2002.
- Simon J. Evenett: Can Developing Economies Benefit from WTO Negotiations on Binding Disciplines on Hard Core Cartels? In: Aussenwirtschaft. August 2003.
- Simon J. Evenett, Julian Clarke: The Deterrent Effect of National Anti-Cartel Laws: Evidence from the International Vitamins Cartel. In: Antitrust Bulletin. 2003.
- Simon J. Evenett: Do all networks facilitate international commerce? US law firms and the international market for corporate control. In: Journal of Japanese and International Economics. Band 17, Nr. 4, 2003, S. 520–537 (alexandria.unisg.ch [PDF; 293 kB]).
- Simon J. Evenett, Swiss State Secretariat for Economic Affairs [SECO] (Hrsg.): The Singapore Issues and The World Trading System: The Road to Cancun and Beyond. Juni 2003.
- Simon J. Evenett: The Sequencing of Regional Integration. In: Aussenwirtschaft. Dezember 2004.
- Simon J. Evenett, Bernard Hoekman (Hrsg.): Economic Development and Multilateral Trade Cooperation. Palgrave MacMillan, Dezember 2005.
- Simon J. Evenett, Douglas H. Brooks (Hrsg.): Competition Policy and Development in Asia. Palgrave Macmillan, London Oktober 2005.
- Simon J. Evenett: The Simple Analytics of U.S. Antidumping Orders: Bureaucratic Discretion, Anti-Importer Bias, and The Byrd Amendment. In: European Journal of Political Economy.
- Simon J. Evenett: Some Tough Love On “Aid For Trade”. In: Intereconomics. November/Dezember, 2005.
- Simon J. Evenett: Corporate Strategy and Political Economy in a World Free of Dumping. In: Journal of Law and Economics in International Trade. 13. September 2005.
- Simon J. Evenett: Can the WTO Rise to the Challenge of Economic Development? In: Aussenwirtschaft. 2005 (alexandria.unisg.ch [PDF; 187 kB]).
- Simon J. Evenett, Edwin Vermulst: The Politicisation of EC Anti-dumping Policy: Member States, Their Votes, and the European Commission. In: The World Economy. Mai 2005.
- Simon J. Evenett, Bernard Hoekman: Government Procurement: Market Access, Transparency and Multilateral Trade Rules. In: European Journal of Political Economy. Mai 2005.
- Simon J. Evenett, Julian L. Clarke, Krista Lucenti: Anticompetitive Practices and Liberalising Markets in Latin America and the Caribbean. In: The World Economy. Juli 2005.
- Simon J. Evenett: The WTO Ministerial Conference in Hong Kong: What’s Next? In: Journal of World Trade. April 2006.
- Simon J. Evenett: Competition Advocacy: Time for Rethink? Journal of International Law and Business. Volume 26, Nr. 3 (Frühjahr), 2006.
- Simon J. Evenett, Bernard Hoekman (Hrsg.): The WTO and Government Procurement. Edward Elgar Publishers, 2006.